# Max Frommel

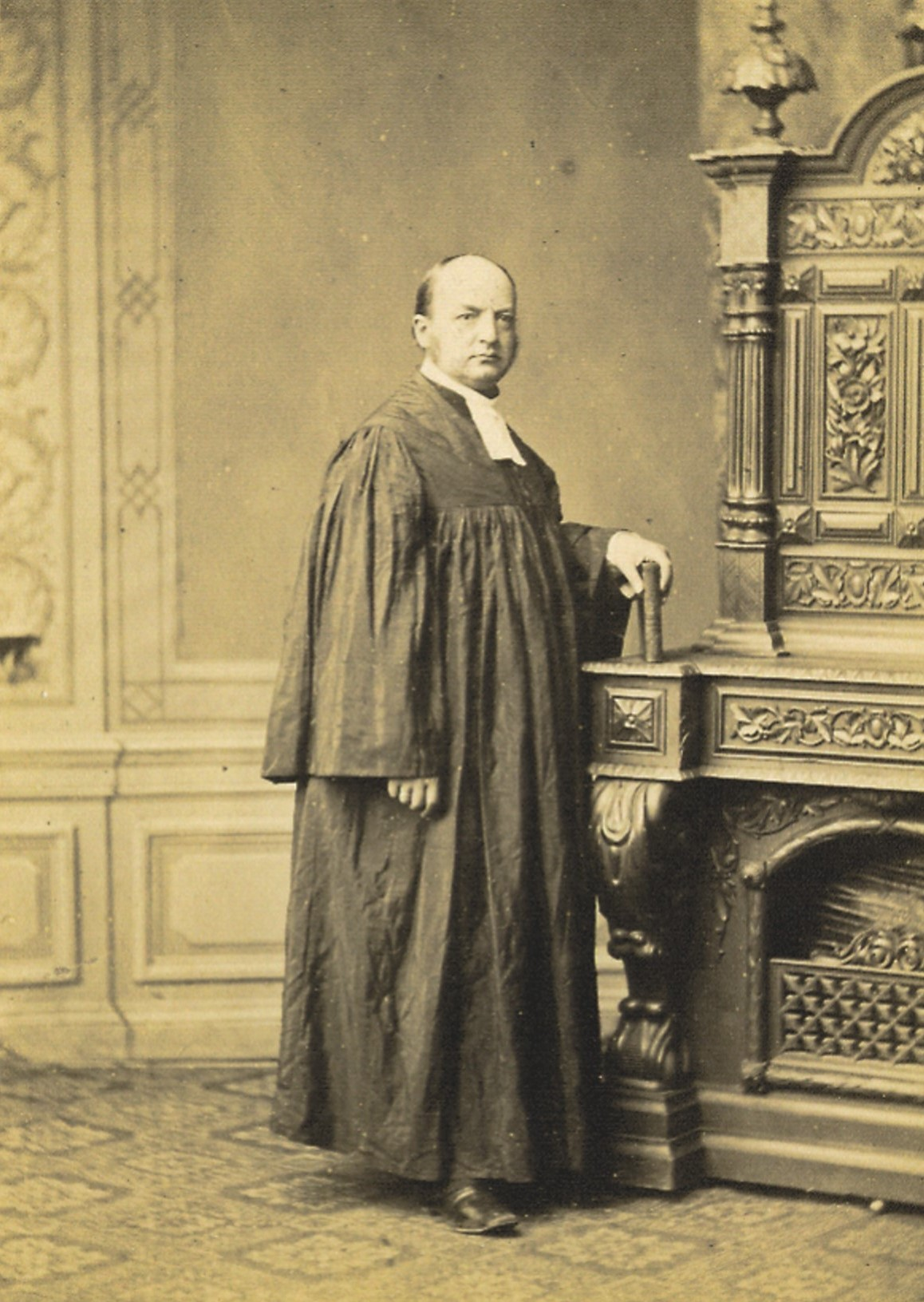
Max Frommel

Max F. Frommel (* 15. März 1830 in Karlsruhe; † 5. Januar 1890 in Celle) war ein evangelisch-lutherischer Theologe und Autor, Generalsuperintendent und Konsistorialrat in Celle.

## Leben
Max Frommel, der jüngere Bruder von Emil Wilhelm Frommel, Sohn des Kupferstechers und Malers Karl Ludwig Frommel und der Pfarrerstochter Jeanne Henriette Gambs, studierte in Halle, Leipzig und Erlangen Theologie. 
1852 trat Frommel als Vikar aus der unierten Kirche aus und wandte sich den preußischen Altlutheranern zu. Hier arbeitete er in mehreren Pfarrstellen, seit 1858 in Ispringen bei Pforzheim. Er gilt als ein Kirchenvater der Evangelisch-Lutherischen Kirche in Baden, die 1865 infolge der Unionsbestrebungen entstand. 
1880 wurde Frommel Konsistorialrat und Generalsuperintendent der Generaldiözese Lüneburg-Celle.

## Schriften (Auswahl)
- Der Kampf der deutschen Freikirche in der Gegenwart, Frankfurt 1877
- Der Israel Gottes, Bremen 1881
- Charakterbilder zur Charakterbildung. Altes und Neues, Bremen 1881
- Einwärts, Aufwärts, Vorwärts! Pilgergedanken und Lebenserfahrungen, Bremen 41887
- Hauspostille. Epistel-Predigten für das ganze Kirchenjahr, Bremen 21888
- Pilgerpostille. Predigten für das ganze Kirchenjahr nach freien Texten, Bremen 1890